# Peter Jäger (Politiker)
Johann Peter Jäger (* 5. März 1807 in Wehrheim im Hochtaunuskreis; † Juli 1882 ebenda) war ein deutscher Bürgermeister und Mitglied der Zweiten Kammer der Landstände des Herzogtums Nassau.

## Leben
Peter Jäger wurde 1849 in seinem Heimatort zum Bürgermeister gewählt und erhielt in dieser Funktion im Jahre 1858 ein Mandat für den Landtag des Herzogtums Nassau. Er wurde für den Wahlkreis XVII (Usingen/Reichelsheim) in das Parlament gewählt, wo er bis 1863 tätig war.
Wehrheimer Bürgermeister war er bis zu seinem Tode.